# Kodihalli, Dod Ballapur
Kodihalli là một làng thuộc tehsil Dod Ballapur, huyện Bangalore Rural, bang Karnataka, Ấn Độ.